# Chris DeGarmo
Christopher Lee DeGarmo (Wenatchee, 14 giugno 1963) è un chitarrista statunitense, noto per essere stato uno dei fondatori del gruppo musicale heavy metal Queensrÿche, gruppo del quale è stato il chitarrista fino al 1997.

## Biografia
DeGarmo fondò i Queensrÿche nel 1981 insieme a Michael Wilton e Geoff Tate. Il più grande successo scritto da DeGarmo è stato Silent Lucidity, capace di raggiungere la top ten Billboard Hot 100. DeGarmo lasciò la band durante il tour del 1997. Tornò nel 2003 per registrare Tribe, per poi lasciare nuovamente la band.
Nella sua carriera post-Queensrÿche vanta collaborazioni con Jerry Cantrell, Mike Inez e Sean Kinney.
Il 18 febbraio 2005, DeGarmo si unì ai rimanenti componenti degli Alice in Chains ed altri artisti di Seattle per lo Tsunami Continued Care Relief Concert, un concerto benefico a favore delle vittime dello tsunami del 2004.
Nel 2005 ha prodotto l'album Catch Without Arms dei Dredg.
Attualmente vive a Seattle con la moglie e il figlio, e lavora a tempo pieno come pilota di charter.

## Discografia

### Con i Queensrÿche
Album in studio
- 1983 - Queensrÿche (EP)
- 1984 - The Warning
- 1986 - Rage for Order
- 1988 - Operation: Mindcrime
- 1990 - Empire
- 1994 - Promised Land
- 1997 - Hear in the Now Frontier
- 2003 - Tribe

Album dal vivo
- 1991 - Operation: Livecrime

Raccolte
- 2000 - Greatest Hits
- 2003 - Classic Masters
- 2007 - Sign of the Times: The Best of Queensrÿche

### Con i Spys4Darwin
- 2001 - Microfish (EP)

### Con Jerry Cantrell
- 2002 - Degradation Trip